# Estación Bombal
Bombal era una estación ferroviaria ubicada en la localidad del  mismo nombre en el Departamento Constitución, Provincia de Santa Fe, Argentina.

## Historia
Su construcción finalizó en 1920 a cargo del Ferrocarril Rosario a Puerto Belgrano.